# Willem Jan Mulert tot de Leemcule
Willem Jan baron Mulert tot de Leemcule (Dalfsen, 27 maart 1782 – IJsselmuiden, 2 juni 1857) was een Nederlands officier en politicus.
Hij was een zoon van Joachim Ernst Mulert tot de Leemcule (1750–1828) en Adriana Petronella, rijksgravin van Nassau, vrouwe van Bergen en Cortgene (1757–1789), een dochter van Wigbold Adriaan van Nassau en Hester (Anna) van Foreest. Hij werd gedoopt in Dalfsen op 1 april 1782.
Mulert tot de Leemcule was in 1799 officier in Bataafse dienst, later 1e luitenant der cavalerie. Ook was hij lid van de stedelijke raad van Alkmaar. In augustus 1815 was hij buitengewoon lid van de Staten-Generaal der Verenigde Nederlanden voor de provincie Overijssel, voor de goedkeuring van de grondwet van 1815. Verder was hij lid van de Provinciale Staten van Overijssel voor de landelijke stand Steenwijk (30 juni 1815 - 1 juli 1821).

## Huwelijken en kinderen
Hij trouwde in Bergen op 20 december 1804 met Margaretha Jacoba Constantia Stierling (11 maart 1779 - Kleef, 9 april 1851), dochter van Johan Georg Stierling (1749-?) en Cornelia Wilhelmina Schuttrop (1750-?). Zij was weduwe van Nicolaas van der Steng (1775-ca. 1803)
Uit het huwelijk van Willem en Margaretha zijn de volgende kinderen geboren:
- Ernestina Adriana Petronella Louisa Susanna barones Mulert tot De Leemcule (Bergen, 1806 - Doetinchem, 5 februari 1850)[1]. Zij trouwde 1e in 1825 Pieter van der Horst Kuyt (1803-1833); zij trouwde 2e in 1839 met de koopman Theodorus Godlieb Klatt (10 augustus 1795 - Salatiga, 5 maart 1871), zoon van Johan (Jan) Godlieb Klatt (1762-1819) en Niesje Pieters (1763-1814) en gescheiden echtgenoot van Catharina Elisabeth Travers.
- Frederik Christiaan baron Mulert tot de Leemcule (Alkmaar, 10 maart 1811-?), page van koning Willem I, 1833.
- Anna Jacoba Adriana barones Mulert tot De Leemcule (1815-1891) (Voorburg, 13 februari 1815 - Hardinxveld, 28 november 1891), trouwde 1836 met Hendrik Joan Lulofs (Zutphen, 29 augustus 1806 - Hardinxveld, 27 februari 1875) officier van gezondheid 2e klasse van 1831-1839 en geneesheer te Hardinxveld zoon van Bernard Joost (Barend) Lulofs (1776-?) en Anna Berends (1780-?). Zij kregen vijf kinderen.

Na het overlijden van Margaretha trouwde hij met Charlotta Marianna Heintzen (Charleston Massachusetts, 31 maart 1791 - Kampen, 20 juli 1866) de dochter van Gabriël Willem Heintzen (1761-?) en Wilhelmina Saint (1765-?). Uit dit huwelijk zijn geen kinderen geboren.